# Modibo Niakaté
Pour les articles homonymes, voir Niakaté.
Modibo Niakaté, né le 26 mars 1981 à Créteil, est un joueur de basket-ball professionnel franco-malien. Il mesure 1,86 m et évolue au poste de meneur.

## Biographie
Modibo a fait ses débuts à l'Entente Cergy Osny Pontoise puis a intégré le centre de formation de Poissy-Chatou Basket. 
En fin de saison, il participe à une sélection "Eastern baskeball camp" à Paris chaperonnée par Babacar Sy qui a pour but de sélectionner les meilleurs espoirs. Il fait partie des heureux élus pour pouvoir participer à un camp de basket à New-York New Jersey pour éventuellement être repéré par des dénicheurs de talent locaux et pouvoir prétendre à une bourse.  
En 2000, grâce à la bourse obtenue, lors de son camp de basket à New-York New Jersey, il intègre pour deux saisons le collège Sacred Heat Griffin à Springfield en Illinois en High School. Puis en 2002, à l'Université Hutchinson CC pour trois saisons à Clevaland (Ohio) aux États-Unis.  
En 2005, après 5 années passées aux États-Unis, il revient en Europe en Bundesliga et rejoint BS-Energy Braunschweig (1. Bundesliga), et il finit la saison à Roanne (Pro A), où il devient champion de France en 2007. 
Il a décidé de jouer pour la sélection nationale de l'équipe du Mali. 
Le 17 novembre 2011, il signe à Rueil en Nationale 1. Le 12 novembre 2013, il signe au Puy-en-Velay en Nationale 2. 

## Clubs successifs

### Équipes jeunes
- 1999 - 2000 :  Sacred Heat Griffin HS (High School)
- 2000 - 2002 :  Hutchinson CC (Community College)

### Université
- 2002 - 2005 :  Vikings de Cleveland State (NCAA)

### Professionnels
- 2005 :  BS Energy Braunschweig (BBL)
- 2005-2007 :  Chorale de Roanne (Pro A)
- 2005 Janvier-Juin :  Chorale de Roanne (Pro A)
- 2005 Octobre-Novembre:  Élan chalonnais (Pro A)
- 2005 Novembre :  Chorale de Roanne (Pro A)
- 2007-2008 :  Limoges CSP (Pro B)
- 2008-2009 :  BK Prostějov (NBL)
- 2009-2010 :  Stade clermontois  (Pro B)
- 2010-2011 :  Orchies (N1)
- 2011-2012 :  Rueil AC (N1)
- 2013-2016 :  ASMB Puy-en-Velay (N2)
- 2016-2018 :  Cergy-Pontoise BB (N2)

## Statistiques

### Universitaires
| Saison    | Équipe          | Matchs | Titul. | Min./m | % Tir | % 3pts | % LF | Rbds/m. | Pass/m. | Int/m. | Ctr/m. | Pts/m. |
| --------- | --------------- | ------ | ------ | ------ | ----- | ------ | ---- | ------- | ------- | ------ | ------ | ------ |
| 2002-2003 | Cleveland State | 26     | 15     | 25,7   | 43,5  | 43,9   | 76,3 | 3,46    | 1,15    | 1,04   | 0,04   | 13,77  |
| 2004-2005 | Cleveland State | 12     | 1      | 18,0   | 48,3  | 40,5   | 78,9 | 2,00    | 1,08    | 0,42   | 0,00   | 12,9   |
| Carrière  |                 | 38     | 16     | 23,3   | 44,9  | 43,0   | 76,8 | 3,00    | 1,13    | 0,84   | 0,03   | 13,33  |

## Équipe nationale
- International Malien
- Participation au Championnat d’Afrique en 2005 (à Alger, Algérie), 2007 (à Luanda, Angola) et 2009 (à Tripoli, Libye) et aux Jeux Africains en 2007 (Alger, Algérie)

## Palmarès
- Champion de France de Pro A en 2007
- Vainqueur de la Semaine des As en 2007

## Récompenses et distinctions individuelles
- Meilleur marqueur de la CAN en 2008
- Élu MVP du All Star Game Nationale 1 et 2 en 2012
- Vainqueur du concours à 3 points du All Star Game Nationale 1 et 2 en 2012

## Sources
- Maxi-Basket
- Le journal de Saône-et-Loire